# Winnie von Kantzow
Elfi Lilian (Winnie) von Kantzow, född 3 juni 1922, Engelbrekts församling, Stockholm, död 12 juni 2020  i New York var en svensk-amerikansk teaterdekoratör, scenarkitekt och målare.
Hon var dotter till bergsingenjören och brukspatronen friherre Hans Gustaf von Kantzow och Hertha Hermine Augusta Christen. Kantzow var anlitad som dekoratör av Vasateatern i Stockholm. Hon flyttade 1940 till Amerika där hon anställdes vid Theatre Guild som teaterdekoratör och har där utfört ett stort antal dekorationer och kostymer till ett flertal Broadway-uppsättningar.